# Windebensee
Der Windebensee ist ein Gebirgssee im österreichischen Bundesland Kärnten. In seiner jetzigen Gestalt wurde er von Menschenhand durch Vergrößerung eines vorhandenen kleineren Gewässers geformt.

## Lage und Beschreibung
Der Windebensee liegt an der 34 Kilometer langen Nockalmstraße zwischen Innerkrems und der Ebene Reichenau auf einer Höhe von etwa 1950 m ü. NN. Rund um den in einem unbebauten Talkessel liegenden See führt ein etwa 700 m langer Naturlehrpfad, der 1992 eröffnet wurde. Dieser ist Bestandteil des Biosphärenparks Nockberge. Der See hat eine langgestreckte ovale Form und ein mit Schotter, Bretterstegen und Natursteinplatten ausgelegter Weg führt an seinem Ufer entlang. An verschiedenen Stellen dieses Pfades sind vor allem Pflanzen der Alpenregion auf Schautafeln ausgewiesen – und zwar mittels genauer biologischer Beschreibung und an solchen Stellen, an denen diese Pflanzen auch unmittelbar anzutreffen sind. Darüber hinaus wird mittels der Tafeln auch auf die Morphologie und die Fauna des Sees verwiesen. Besonders auffällig sind die hier wachsenden Zirbelkiefern (Zirben).
Der Seegrund besteht aus Moränenmaterial und wird von Tuff- (tuffische Phylliten und Metadiabasen) sowie von Silikat-Felsblöcken gesäumt. In seinem südlichen Bereich haben sich aus Pflanzenmaterial zwei flache Inseln gebildet. Im Wasser des Sees gibt es zahlreiche Kleinstlebewesen aber keine Fische, weil das Gewässer aufgrund seiner geringen Tiefe und der Höhenlage im Winter komplett für mehrere Wochen durchfriert.
Es gibt sieben Lehrstationen (...erzählt) und weitere einzelne Tafeln, unter anderem diese:
(1) Der Windebensee erzählt – Die Verlandung

(2) Der Windebensee erzählt – Schatz im Weiderasen

- Der Bürstling-Weiderasen
- Weißer Germer
- Wolfsflechte[8]
- Wollgras[8]

(3) Der Windebensee erzählt – Zauber im Zirbenwald

- Zwergwacholder

(4) Der Windebensee erzählt – Lärchen + Zirben

- Europäische Lärche
- Zirbe[7]

(5) Der Windebensee erzählt – Die große Eiszeit

(6) Der Windebensee erzählt – Leben im Wasser

- Grasfrosch

(7) Der Windebensee erzählt – Auf Stein geboren

- Alpensalamander
- Ringdrossel

Der Naturpfad wurde mit dem Gütesiegel Themenweg des Jahres 2011 ausgezeichnet.
Die Namensgebung führen einige Internetseiten darauf zurück, dass der See von keinem Wind bewegt wird, also völlig eben daliegt.